# بيبريل (ماساتشوستس)
بيبريل (بالإنجليزية: Pepperell, Massachusetts)‏ هي معلم جغرافي تقع في الولايات المتحدة في مقاطعة ميدلسيكس (ماساشوستس). يقدر عدد سكانها بـ 11,497 نسمة ومساحتها 60.0 كم2 ووترتفع عن سطح البحر بـ 74 مترا.

## أعلام
- ماري كاترين تشيس
- ويليام بريسكوت
- جون ويزلي إيمرسون